# Кирил Охридски
Кирил е православен духовник, охридски архиепископ през 1759-1762 година.
Сведенията за архиепископ Кирил са оскъдни. Според митрополит Йоасаф Белградски той заема охридската катедра в началото на 1759 година, не по-късно от 6 марг. Споменава се 1760, 1761 и 1762 година, в която е свален от османските власти и е изпратен на заточение.